# Scottish Division One 1907/1908
Osmnáctý ročník Scottish Division One (1. skotské fotbalové ligy) se konal od 15. srpna 1907 do 30. dubna 1908.
Soutěže se zúčastnilo již nově 18 klubů a vyhrál ji poosmé ve své historii a obhájce minulých tří ročníku Celtic FC. Nejlepším střelcem se stal hráč Falkirku Jock Simpson, který vstřelil 32 branek.